# Bonyhád
Bonyhád je mesto na Madžarskem, ki upravno spada pod podregijo Bonyhádi Županije Tolna.